# Riverside, Wyoming
Riverside är en småstad i södra Wyoming i USA, belägen i Carbon County direkt nordost om den större grannorten Grand Encampment vid Encampment River. Orten hade 52 invånare vid 2010 års folkräkning.

## Geografi och klimat
Riverside ligger vid Encampment River, strax söder om dess utlopp i North Platte River. Staden ligger på 2 200 meters höjd över havet och är tillsammans med West Yellowstone på gränsen till Montana den plats i Wyoming som uppmätt den kallaste vintertemperaturen: Den 9 februari 1933 uppmättes här -66 °F (-54,4 °C).

## Utbildning
Riverside tillhör Carbon Countys 2:a skoldistrikt och upptagningsområdet för skolan i grannstaden Grand Encampment.